# Gangan (Togo)
Pour l’article homonyme, voir Gangan.
Gangan est une petite ville du Togo située dans la Préfecture de Bassar, dans la région de la Kara

## Géographie
Gangan est situé à environ 71 km de Kara,

## Vie économique
- Marché paysan tous les mercredis
- Atelier de mécanique auto

## Lieux publics
- École primaire